# 제52회 골든 글로브상
제52회 골든 글로브상은 1994년 상영된 영화 중 가장 뛰어난 영화를 수상하기 위해 1995년 1월에 열린 시상식이다. 미국,캘리포니아/비버리 힐튼 호텔에서 개최되었다.

## 수상 및 후보

### 세실 B. 데밀 상
- 소피아 로렌 수상

### 작품상-드라마
- 포레스트 검프 - 로버트 제멕키스 수상
- 가을의 전설 - 에드워드 즈윅
- 넬 - 마이클 앱티드
- 펄프 픽션 - 쿠엔틴 타란티노
- 퀴즈 쇼 - 로버트 레드포드

### 여우주연상-드라마
- 블루 스카이 - 제시카 랭 수상
- 미세스 파커 - 제니퍼 제이슨 리
- 넬 - 조디 포스터
- 리버 와일드 - 메릴 스트립
- 히틀러의 부활 - 미란다 리처드슨

### 남우주연상-드라마
- 포레스트 검프 - 톰 행크스 수상
- 가을의 전설 - 브래드 피트
- 노스바스의 추억 - 폴 뉴먼
- 펄프 픽션 - 존 트라볼타
- 쇼생크 탈출 - 모건 프리먼

### 작품상-뮤지컬코미디
- 라이온 킹 - 로저 알러스 수상
- 패션쇼 - 로버트 알트만
- 프리실라 - 스테판 엘리엇
- 에드 우드 - 팀 버튼
- 네번의 결혼식과 한번의 장례식 - 마이크 뉴웰

### 여우주연상-뮤지컬코미디
- 트루 라이즈 - 제이미 리 커티스 수상
- 네번의 결혼식과 한번의 장례식 - 앤디 맥도웰
- 퍼스트레이디 특수 경호대 - 셜리 맥클레인
- 스피치리스 - 지나 데이비스
- 쥬니어 - 엠마 톰슨

### 남우주연상-뮤지컬코미디
- 네번의 결혼식과 한번의 장례식 - 휴 그랜트 수상
- 에드 우드 - 조니 뎁
- 쥬니어 - 아놀드 슈왈제네거
- 마스크 - 짐 캐리
- 프리실라 - 테렌스 스탬프

### 여우조연상
- 브로드웨이를 쏴라 - 다이앤 위스트 수상
- 펄프 픽션 - 우마 서먼
- 패션쇼 - 소피아 로렌
- 포레스트 검프 - 로빈 라이트
- 뱀파이어와의 인터뷰 - 커스틴 던스트

### 남우조연상
- 에드 우드 - 마틴 랜도 수상
- 퀴즈 쇼 - 존 터투로
- 리버 와일드 - 케빈 베이컨
- 포레스트 검프 - 게리 시나이즈
- 펄프 픽션 - 사무엘 L. 잭슨

### 외국어 영화상
- 파리넬리 - 제라르 꼬르비오 수상
- 세가지 색 제3편 - 레드/박애 - 크지슈토프 키에슬로프스키
- 음식남녀 - 이안
- 여왕 마고 - 파트리스 쉐로
- 인생 - 장이머우

### 감독상
- 포레스트 검프 - 로버트 제멕키스 수상
- 가을의 전설 - 에드워드 즈윅
- 내츄럴 본 킬러 - 올리버 스톤
- 펄프 픽션 - 쿠엔틴 타란티노
- 퀴즈 쇼 - 로버트 레드포드

### 각본상
- 펄프 픽션 - 쿠엔틴 타란티노 수상
- 퀴즈 쇼 - 로버트 레드포드
- 포레스트 검프 - 에릭 로스
- 네번의 결혼식과 한번의 장례식 - 리차드 커티스
- 쇼생크 탈출 - 프랭크 다라본트

### 음악상
- 라이온 킹 - 한스 짐머 수상
- 포레스트 검프 - 앨런 실버스트리
- 뱀파이어와의 인터뷰 - 엘리엇 골든덜
- 가을의 전설 - 제임스 호너
- 넬 - 마크 아이샴

### 주제가상
- 라이온 킹 - 엘튼 존 수상
- 컬러 오브 나이트 - 도미닉 프론티어
- 쥬니어 - 제임스 뉴턴 하워드
- 하버드 졸업반 - 패트릭 레너드

## 같이 보기
- 제67회 아카데미상
- 제15회 골든 래즈베리상
- 제1회 미국 배우 조합상
- 제48회 영국 아카데미 영화상